# 巴德纳加尔
巴德纳加尔（Badnagar），是印度中央邦Ujjain县的一个城镇。总人口30951（2001年）。

## 人口
该地2001年总人口30951人，其中男性15943人，女性15008人；0—6岁人口4466人，其中男2341人，女2125人；识字率74.72%，其中男性为80.06%，女性为69.06%。